# Балахоновское
Балахо́новское — село в Кочубеевском районе (муниципальном округе) Ставропольского края России.

## Варианты названия
- Богословка,
- Богословское[4]

## География
Расположено на левом берегу реки Кубань в пределах Кубано-Суркульской депрессии, в 6 км к северу от районного центра Кочубеевское и в 48 км к юго-западу от Ставрополя.
Граничит с землями населённых пунктов: Кочубеевское на юге, Ураковский и Карамурзинский на севере. На противоположном берегу расположена станица Барсуковская.
Через село проходит автодорога Невинномысск — Карамурзинский — Маламино.

## История
Основано 20 октября 1866 года (по другим данным — в 1860 году) как село Богословское выходцами из южнорусских губерний.
8 января 1918 года в селе была установлена советская власть.
25 октября 1961 года исполком Ставропольского крайсовета депутатов трудящихся, рассмотрев ходатайство Кочубеевского райисполкома, принял решение: образовать на территории района Балахоновский сельский совет с центром в селе Богословском; передать в состав сельсовета сёла Богословское, Галицино, хутор Ураковский и аул Карамурзинский, исключив их из состава Заветненского сельсовета; просить Президиум Верховного Совета РСФСР переименовать село Богословское в Балахоновское.
6 января 1962 года Президиум Верховного Совета РСФСР переименовал Богословское в Балахоновское в честь Якова Филипповича Балахонова, красного командира времен Гражданской войны. С апреля по июнь 1918 года в селе Богословском находился штаб 5-й дивизии под его командованием.
До 16 марта 2020 года село было административным центр упразднённого Балахоновского сельсовета.

## Население
| 1989 | 2002  | 2010  | 2014  | 2021  |
| ---- | ----- | ----- | ----- | ----- |
| 3707 | ↗4300 | ↗4443 | ↘4400 | ↘4326 |

Гендерный состав
По итогам переписи населения 2010 года проживали 2319 мужчин (52,19 %) и 2124 женщины (47,81 %).
Национальный состав
По итогам переписи населения 2010 года проживали следующие национальности (национальности менее 1 %, см. в сноске к строке "Другие"):
| Национальность | Численность | Процент |
| -------------- | ----------- | ------- |
| Русские        | 3678        | 82,78   |
| Ногайцы        | 151         | 3,40    |
| Цыгане         | 95          | 2,14    |
| Армяне         | 86          | 1,94    |
| Татары         | 85          | 1,91    |
| Лезгины        | 69          | 1,55    |
| Другие         | 279         | 6,28    |
| Итого          | 4443        | 100,00  |

## Инфраструктура
- Парк
- Культурно-досуговое объединение
- Балахоновская сельская библиотека (основана 27 мая 1928 года)[7]
- Балахоновский психоневрологический интернат (основан 28 октября 1933 года)[7]
- Общественное открытое кладбище площадью 71 100 м²[18]

## Образование
- Детский сад № 23 «Алёнушка» (образован 18 января 1988 года)[7]
- Средняя общеобразовательная школа № 5 им. Героя Советского Союза А. А. Лысенко
- Детско-юношеская спортивная школа № 2
- Детский дом (смешанный) № 20 «Надежда»

## Производство
- Мясокомбинат «Балахоновский»
- Пекарня ИП Поликарпова
- Фермерское хозяйство «Кубань»
- Карьерная разработка песка и гравия, большая часть которого ушла на строительство новых транспортных развязок с трассы М-29 «Кавказ»

## Люди, связанные с селом
- Гайнулин Иван Ефимович (1924—1977) — Герой Советского Союза.

## Памятники
- Братская могила советских воинов, погибших в борьбе с фашистами. 1943, 1977 года[19]
- Бюст героя гражданской войны Я. Ф. Балахонова. 1961 год[20]